# Amalia di Nassau-Weilburg
Amalia di Nassau-Weilburg (il cui nome completo era Amalie Wilhelmine Luise; Kirchheimbolanden, 7 agosto 1776 – Limburg an der Lahn, 19 febbraio 1841) fu principessa di Nassau per nascita e principessa di Anhalt-Bernburg per matrimonio.

## Biografia
Amelia era figlia del principe Carlo Cristiano di Nassau-Weilburg, e di sua moglie Carolina d'Orange-Nassau.

## Matrimonio e figli
Il 29 ottobre 1793 sposò a Weilburg il principe Vittorio II di Anhalt-Bernburg-Schaumburg-Hoym (2 novembre 1767 - 22 aprile 1812). La coppia ebbe quattro figli.
- Erminia di Anhalt-Bernburg-Schaumburg-Hoym (1797–1817) sposò l'Arciduca Giuseppe, Palatino d'Ungheria
- Adelaide di Anhalt-Bernburg-Schaumburg-Hoym (1800–1820)
- Emma di Anhalt-Bernburg-Schaumburg-Hoym (1802–1858) sposò Giorgio II, Principe di Waldeck e Pyrmont e diventò la nonna della Regina Emma dei Paesi Bassi
- Ida di Anhalt-Bernburg-Schaumburg-Hoym (1804–1828)

Dopo la morte di Vittorio, sposò io 15 febbraio 1813 il barone Federico di Stein-Liebenstein-Barchfeld (14 febbraio 1777 - 4 dicembre 1849)

## Ascendenza
|                                                |                                   |                                                  | Genitori                                 |  |  | Nonni |  |  | Bisnonni                            |  |  | Trisnonni                   |  |
|                                                |                                   |                                                  |                                          |  |  |       |  |  | Giovanni Ernesto di Nassau-Weilburg |  |  | Federico di Nassau-Weilburg |  |
|                                                |                                   |                                                  |                                          |  |  |       |  |  | Giovanni Ernesto di Nassau-Weilburg |  |  | Federico di Nassau-Weilburg |  |
|                                                |                                   | Cristiana Elisabetta di Sayn-Wittgenstein        |                                          |  |  |       |  |  | Giovanni Ernesto di Nassau-Weilburg |  |  |                             |  |
| Carlo Augusto di Nassau-Weilburg               |                                   |                                                  |                                          |  |  |       |  |  | Giovanni Ernesto di Nassau-Weilburg |  |  |                             |  |
|                                                |                                   | Maria Polissena di Leiningen-Dagsburg-Hartenburg | …                                        |  |  |       |  |  |                                     |  |  |                             |  |
|                                                |                                   | Maria Polissena di Leiningen-Dagsburg-Hartenburg | …                                        |  |  |       |  |  |                                     |  |  |                             |  |
|                                                |                                   | Maria Polissena di Leiningen-Dagsburg-Hartenburg | …                                        |  |  |       |  |  |                                     |  |  |                             |  |
| Carlo Cristiano di Nassau-Weilburg             |                                   | Maria Polissena di Leiningen-Dagsburg-Hartenburg |                                          |  |  |       |  |  |                                     |  |  |                             |  |
|                                                |                                   | Giorgio Augusto di Nassau-Idstein                | Giovanni di Nassau-Idstein               |  |  |       |  |  |                                     |  |  |                             |  |
|                                                |                                   | Giorgio Augusto di Nassau-Idstein                | Giovanni di Nassau-Idstein               |  |  |       |  |  |                                     |  |  |                             |  |
|                                                |                                   | Giorgio Augusto di Nassau-Idstein                | Anna di Leiningen-Dagsburg-Falkenburg    |  |  |       |  |  |                                     |  |  |                             |  |
| Augusta Federica Guglielmina di Nassau-Idstein |                                   | Giorgio Augusto di Nassau-Idstein                |                                          |  |  |       |  |  |                                     |  |  |                             |  |
|                                                |                                   | Enrichetta Dorotea di Oettingen-Oettingen        | Alberto Ernesto I di Oettingen           |  |  |       |  |  |                                     |  |  |                             |  |
|                                                |                                   | Enrichetta Dorotea di Oettingen-Oettingen        | Alberto Ernesto I di Oettingen           |  |  |       |  |  |                                     |  |  |                             |  |
|                                                |                                   | Enrichetta Dorotea di Oettingen-Oettingen        | Cristiana Federica di Württemberg        |  |  |       |  |  |                                     |  |  |                             |  |
| Amalia di Nassau-Weilburg                      |                                   | Enrichetta Dorotea di Oettingen-Oettingen        |                                          |  |  |       |  |  |                                     |  |  |                             |  |
|                                                | Giovanni Guglielmo Friso d'Orange | Enrico Casimiro II di Nassau-Dietz               |                                          |  |  |       |  |  |                                     |  |  |                             |  |
|                                                | Giovanni Guglielmo Friso d'Orange | Enrico Casimiro II di Nassau-Dietz               |                                          |  |  |       |  |  |                                     |  |  |                             |  |
|                                                | Giovanni Guglielmo Friso d'Orange | Enrichetta Amalia di Anhalt-Dessau               |                                          |  |  |       |  |  |                                     |  |  |                             |  |
| Guglielmo IV di Orange-Nassau                  | Giovanni Guglielmo Friso d'Orange |                                                  |                                          |  |  |       |  |  |                                     |  |  |                             |  |
|                                                |                                   | Maria Luisa d'Assia-Kassel                       | Carlo I d'Assia-Kassel                   |  |  |       |  |  |                                     |  |  |                             |  |
|                                                |                                   | Maria Luisa d'Assia-Kassel                       | Carlo I d'Assia-Kassel                   |  |  |       |  |  |                                     |  |  |                             |  |
|                                                |                                   | Maria Luisa d'Assia-Kassel                       | Amalia di Curlandia                      |  |  |       |  |  |                                     |  |  |                             |  |
| Carolina d'Orange-Nassau                       |                                   | Maria Luisa d'Assia-Kassel                       |                                          |  |  |       |  |  |                                     |  |  |                             |  |
|                                                |                                   | Giorgio II di Gran Bretagna                      | Giorgio I di Gran Bretagna               |  |  |       |  |  |                                     |  |  |                             |  |
|                                                |                                   | Giorgio II di Gran Bretagna                      | Giorgio I di Gran Bretagna               |  |  |       |  |  |                                     |  |  |                             |  |
|                                                |                                   | Giorgio II di Gran Bretagna                      | Sofia Dorotea di Celle                   |  |  |       |  |  |                                     |  |  |                             |  |
| Anna di Hannover                               |                                   | Giorgio II di Gran Bretagna                      |                                          |  |  |       |  |  |                                     |  |  |                             |  |
|                                                |                                   | Carolina di Brandeburgo-Ansbach                  | Giovanni Federico di Brandeburgo-Ansbach |  |  |       |  |  |                                     |  |  |                             |  |
|                                                |                                   | Carolina di Brandeburgo-Ansbach                  | Giovanni Federico di Brandeburgo-Ansbach |  |  |       |  |  |                                     |  |  |                             |  |
|                                                |                                   | Carolina di Brandeburgo-Ansbach                  | Eleonora Erdmuthe di Sassonia-Eisenach   |  |  |       |  |  |                                     |  |  |                             |  |
|                                                |                                   | Carolina di Brandeburgo-Ansbach                  |                                          |  |  |       |  |  |                                     |  |  |                             |  |